# 2537 Gilmore
Gilmore (asteróide 2537) é um asteróide da cintura principal, a 2,2063908 UA. Possui uma excentricidade de 0,1702155 e um período orbital de 1 583,67 dias (4,34 anos).
Gilmore tem uma velocidade orbital média de 18,26561015 km/s e uma inclinação de 12,92149º.
Este asteróide foi descoberto em 4 de Setembro de 1951 por Karl Reinmuth.